# El juego de la vida (telenovela mexicana)
El juego de la vida  es una telenovela juvenil mexicana producida por  Roberto Gómez Fernández para Televisa que se transmitió entre los años 2001 y 2002 por El Canal de las Estrellas.
Protagonizada por Valentino Lanús, Sara Maldonado, Margarita Magaña, Ana Layevska  y Jacqueline García, junto con Maki Soler, Raúl Araiza Herrera, Manuel «Flaco» Ibáñez, Ingrid Martz, David Ostrosky y Cristián Seri en los roles antagónicos, además de las actuaciones de Luis Gimeno, Silvia Mariscal, Lucero Lander, Juan Carlos Colombo, Miguel Ángel Biaggio, Patricio Borghetti y Mariana Karr. María del Carmen Macosay Cruz.

## Sinopsis
Lorena (Sara Maldonado), Paulina (Ana Layevska), Fernanda (Margarita Magaña) y Daniela (Jacqueline García) son cuatro amigas muy diferentes entre sí: mientras Lorena es centrada y responsable, Paulina es la alocada del grupo siempre dejándose llevar por sus impulsos y pasiones. Entre tanto, Daniela es tierna y reprimida por su severo padre y Fernanda es la ruda del grupo apasionada por el fútbol. 
El año escolar ha comenzado y al ser el último año de la preparatoria ansían disfrutarlo al máximo. Lorena es novia de Mariano, pero este decide romper con ella al enamorarse de Tania (Maki Moguilevsky), una chica problemática y caprichosa quien haciéndose pasar por amiga de Lorena siempre la ha odiado y solo desea destruirla. Dolida, Lorena se echa a correr a la calle y a punto de ser atropellada por un auto es rescatada por Juan Carlos (Valentino Lanús), un apuesto joven que ha regresado de estudiar fuera. Desde el principio entre ambos surge el amor, pero este se verá empañado a causa de Tania quien al conocer a Juan Carlos no duda en tratar de conquistarlo y sacar del camino a Lorena nuevamente. 
Debido a un malentendido con un examen robado, el director de la preparatoria ordena a Lorena buscar una actividad extra escolar como sanción, aunque en el fondo lo que busca es que Lorena se despeje de la reciente muerte de su padre el cual realmente fue asesinado bajo una orden de Augusto Vidal (Manuel Flaco Ibáñez). Con la ayuda de sus tres amigas terminan decidiendo crear un equipo de fútbol femenino el cual, según los resultados, podría participar en el torneo interescolar. El problema surge cuando pocas de las chicas muestran interés en hacer parte del equipo y en encontrar a alguien quien las entrene. De este modo, las cuatro amigas le proponen la idea a Don Nicolás (Luis Gimeno), un viejo consejero de la preparatoria quien en su juventud fue deportista y a su vez es el abuelo de Juan Carlos. Don Nicolás convoca a su nieto para que lo ayude, lo cual ocasiona que Tania decida inscribirse al equipo como una excusa para estar cerca de Juan Carlos y también la intervención de otras chicas por distintos motivos.
Así, en la cancha y sus alrededores surgirán diversas situaciones que pondrán a prueba el valor de la amistad, el amor y el coraje entre este grupo de jóvenes: Lorena para estar junto a Juan Carlos y luchar contra las intrigas de Tania y Fabián (Rodrigo Mejía), un periodista que se obsesiona con ella; Paulina para poder escapar de las artimañas de Ezequiel (Raúl Araiza Herrera), hermano de Juan Carlos quien solamente la conquista por su dinero y aprender a reconocer dónde está el amor verdadero; Daniela para superarse a sí misma y, al tiempo de probar la ilusión del primer amor, enfrentar la tiranía su padre; Fernanda en creer que enamorarse es posible y hacer frente a los problemas de su familia y Juan Carlos para luchar por el amor de Lorena y descubrir la verdad de sus orígenes, los cuales Augusto y Ezequiel se empeñarán en evitar que descubra. Todos estos retos no solamente los llevarán a competir por la codiciada copa Coca-Cola y vivir la pasión del fútbol, sino también entender cuál es el verdadero juego de la vida.

## Elenco
- Valentino Lanús - Juan Carlos Dominguez
- Ana Layevska - Paulina de la Mora
- Sara Maldonado - Lorena Álvarez
- Miguel Ángel Biaggio - Antonio "Toño" Pacheco
- Jackie García - Daniela Duarte
- Luciano Seri - Diego Santillán
- Margarita Magaña - Fernanda Pacheco
- Maki Moguilevsky - Tania Vidal Del Castillo
- Raúl Araiza Herrera - Ezequiel Domínguez
- Marifer Malo - Marisol Robles
- Patricio Borghetti - Patricio 'Pato' Fernández
- Ingrid Martz - Georgina "Gina" Rivero Fuentes Guerra
- Mauricio Barcelata - Mariano Alarcón
- Gabriela Cano - Araceli Fuentes
- Cristián Seri - Oscar Santillán
- Juan Carlos Martín del Campo - Andrés Miranda
- Sergio Ochoa - Carmelo Sánchez
- Alexandra Monterrubio - Cynthia
- Diana Osorio - Carmen "Carmelita" Pérez
- Rodrigo Mejía - Fabián Medina
- Tina Romero - Mercedes Pacheco
- Silvia Mariscal - Sara Domínguez
- Manuel "Flaco" Ibáñez - Augusto Vidal
- Rafael Amador - Genaro Pacheco
- David Ostrosky - Rafael Duarte
- Miguel Ángel Santa Rita - Simón Robles
- Graciela Bernardos - Camila de la Mora
- Jorge Veytia - Artemio "Chemo"
- Juan Carlos Colombo - Ignacio de la Mora
- Raquel Morell - Consuelo Duarte
- Lucero Lander - Lucía vda. de Álvarez
- Mariana Karr - Victoria Del Castillo de Vidal
- Luis Gimeno - Nicolás Domínguez "Don Nico"
- Raquel Pankowsky - Bertha de la Mora
- Héctor Sáez - Braulio Zúñiga
- Ofelia Cano - Eugenia Robles
- Ivonne Montero / Yessica Salazar - Carola Lizardi
- Fátima Torre - Fátima Álvarez
- Diego Sieres - Alberto "Beto" Duarte
- Polly - Leticia Guzmán
- Paola Flores - Pachis
- Otto Sirgo - Javier Álvarez
- Ricardo Vera - Bernal
- Adalberto Parra - El Risueño
- Carlos Amador - Santos
- Fernando Moya - Manuel
- Horacio Castelo - Mancera
- Joshua Tacher - Roque"
- Miguel Garza - Luis
- Ingrid Macossay - Gladys